# اسارنا
اسارنا (به سوئدی: Åsarna) یک منطقهٔ مسکونی در سوئد است که در بخش بری واقع شده‌است. اسارنا ۰٫۶۵ کیلومتر مربع مساحت و ۲۶۸ نفر جمعیت دارد.